# Iorgos Dalaras

Iorgos Dalaras

Iorgos Dalaras (grec: Γιώργος Νταλάρας), també conegut com a Iorgos o George Dalaras, és un dels cantants més cèlebres grecs contemporanis. Va néixer al Pireu el 29 de setembre de 1949. El seu pare Lukàs Dalaras, era un famós cantant de rebétiko.

## Concerts
En la seva carrera de cant de gairebé 40 anys, Dalaras ha actuat en milers de concerts a Grècia i a diversos països del món.
Dos històrics concerts a l'Estadi Olímpic d'Atenes en el qual van assistir 160.000 persones el van consagrar, segons la revista Rolling Stone, com a responsable del naixement de l'era dels concerts en estadis a Grècia.
Molts dels seus concerts es van dedicar al problema polític de Xipre, no solament el 1974, sinó també a finals dels anys 80 i a començaments dels anys 90 on va realitzar molts concerts per la causa dels xipriotes contra la invasió turca de 1974.
Dalaras ha venut més de 10.000.000 discs en la seva carrera i és considerat un dels músics més grans en la música contemporània grega. Ha viatjat per tot el món i va ser convidat per a cantar en l'aniversari de Nelson Mandela.
El 29 d'agost de 2004 va encapçalar la cerimònia de cloenda dels Jocs Olímpics d'Atenes 2004, on va cantar amb Kharis Alexiou, Eleftheria Arvanitaki i Dimitra Galani davant de 70.000 persones. Milions de televidents van veure la cerimònia a tot el món.

## Col·laboracions i estil
Des de 1970, Iorgos Dalaras ha gravat més de 120 discs amb estils diferents: rebétiko, laïkó, llatí, música israeliana i àrab, música religiosa...
Ha col·laborat amb molts compositors contemporanis grecs, incloent Mikis Theodorakis, Stavros Kougioumtzis, Manos Loizos, Apostolos Kaldaras, Stavros Xarkhakos, Manos Khatzidakis i Khristos Nikolopoulos.
A part de la seva carrera de cant prominent, Dalaras és considerat un dels majors músics grecs executant la major part dels instruments de corda : guitarra, bouzouki, baglama, tzoura i outi. De fet, és un guitarrista summament dotat i ha tocat amb Al Di Meola i Paco de Lucía, entre d'altres. Tanmateix, últimament només toca la guitarra rítmica.
Els projectes més importants de Dalaras inclouen col·laboracions amb grups i cantants de renom mundial, com Jethro Tull, Sting, Bruce Springsteen, Dulce Pontes i Emma Shapplin entre d'altres.